# Bahnhof Simbach (Inn)
Der Bahnhof Simbach (Inn) ist eine Betriebsstelle der Bahnstrecke München–Simbach und Grenzbahnhof zwischen Deutschland und Österreich. Er liegt in der niederbayerischen Stadt Simbach am Inn.

## Lage
Der Bahnhof Simbach befindet sich etwa 400 Meter südwestlich des Stadtzentrums von Simbach. Die Gleisanlagen des Bahnhofs erstrecken sich auf einer Länge von etwa 1,5 Kilometern von Südwesten nach Nordosten parallel zum Inn, der 400 Meter südöstlich des Bahnhofs verläuft. Das Empfangsgebäude steht nördlich der Gleise am Bahnhofsplatz. Im Nordwesten wird der Bahnhof durch die Bahnhofstraße und Adolf-Kolping-Straße, im Südosten durch die Lagerhausstraße begrenzt.
Der Bahnhof liegt an Streckenkilometer 113,804 der eingleisigen und nicht elektrifizierten Hauptbahn von München Ost über Mühldorf nach Simbach (Streckennummer 5600). Östlich des Bahnhofs biegt die Strecke in einer Rechtskurve nach Südosten ab und überquert auf einer 400 Meter langen Brücke den Inn und die deutsch-österreichische Staatsgrenze. An der Grenze geht sie bei Kilometer 115,087 in die Innkreisbahn über Braunau nach Neumarkt-Kallham über. Im Ostkopf des Bahnhofs zweigte nach Nordosten die am 29. Oktober 1910 eröffnete, eingleisige Nebenbahn über Tutting nach Pocking (Streckennummer 5727) ab, die in Simbach bei Kilometer 0,0 begann.

## Empfangsgebäude
Das Empfangsgebäude aus dem Jahr 1871 (110 Meter Länge und 21 Meter Breite) steht als Baudenkmal unter Denkmalschutz und ist in die Bayerische Denkmalliste eingetragen. Es handelt sich um einen

„fünfteiligen monumentaler Trakt mit Hauptbau, Verbindungsflügeln und seitlichen Pavillonbauten, drei-, ein- und zweigeschossig, jeweils mit Mezzaningeschossen, neuklassizistisch, 1910; Bahnsteighalle mit Holzkassetten-Dach über Gusseisen-Säulen“

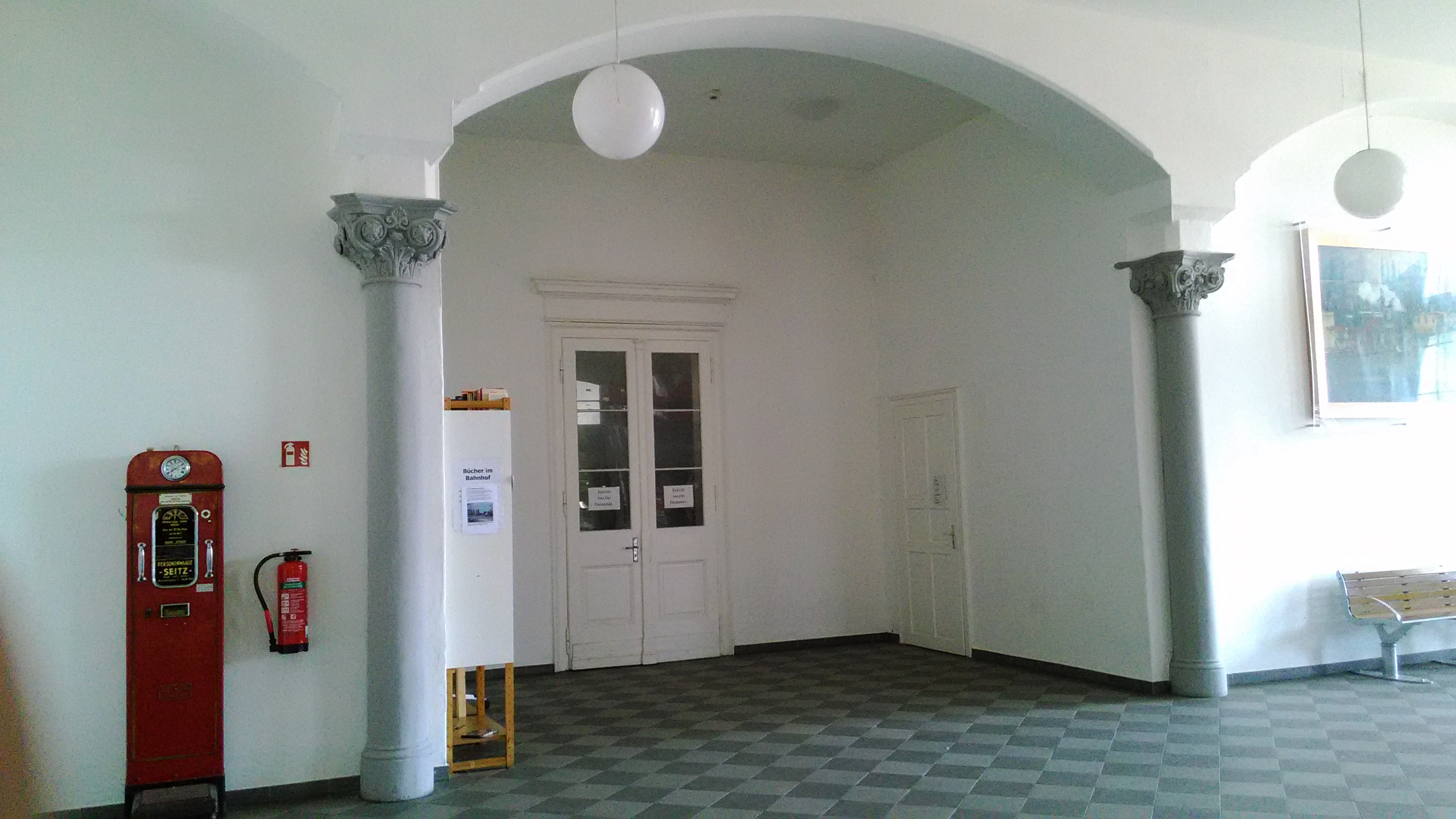
Innenansicht

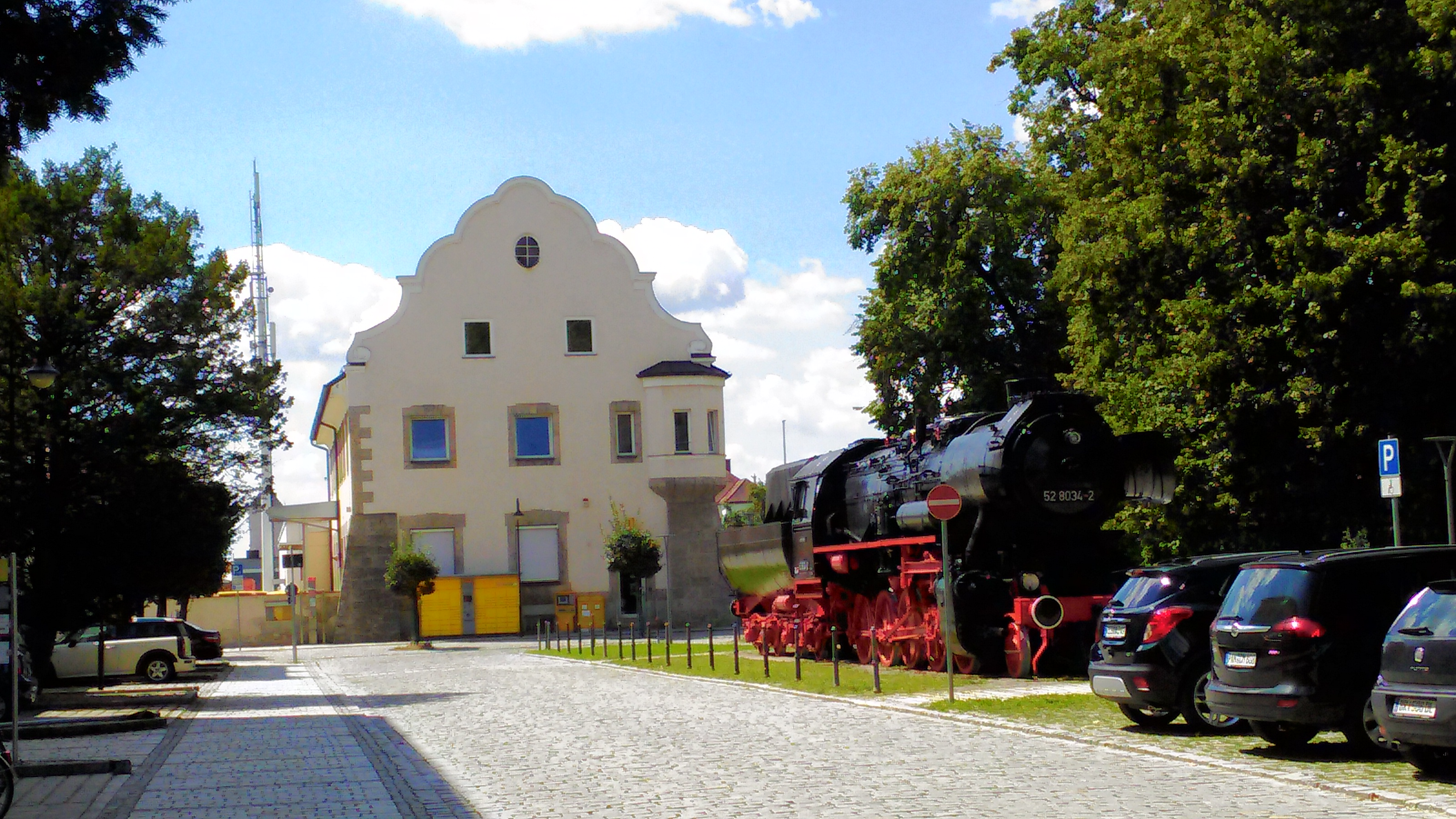
Simbach a.Inn: Bahnhofsvorplatz mit Lokomotive und Postfiliale (der Bahnhof befindet sich links)

Zu Spitzenzeiten waren hier 700 Menschen beschäftigt.
Vor dem Empfangsgebäude dekoriert die museale Dampflokomotive 52 8034 den Bahnhofsvorplatz.

## Serviceeinrichtungen
Im Empfangsgebäude sind ein Reisezentrum der Südostbayernbahn, die auch den Zugverkehr betreibt, ein Warteraum und ein Kiosk untergebracht. Der Hausbahnsteig an Gleis 1 ist 220 Meter lang und 55 Zentimeter hoch, der Inselbahnsteig an den Gleisen 2 und 3 225 Meter lang und 38 Zentimeter hoch. Er ist durch eine Unterführung zu erreichen.

## Verkehr

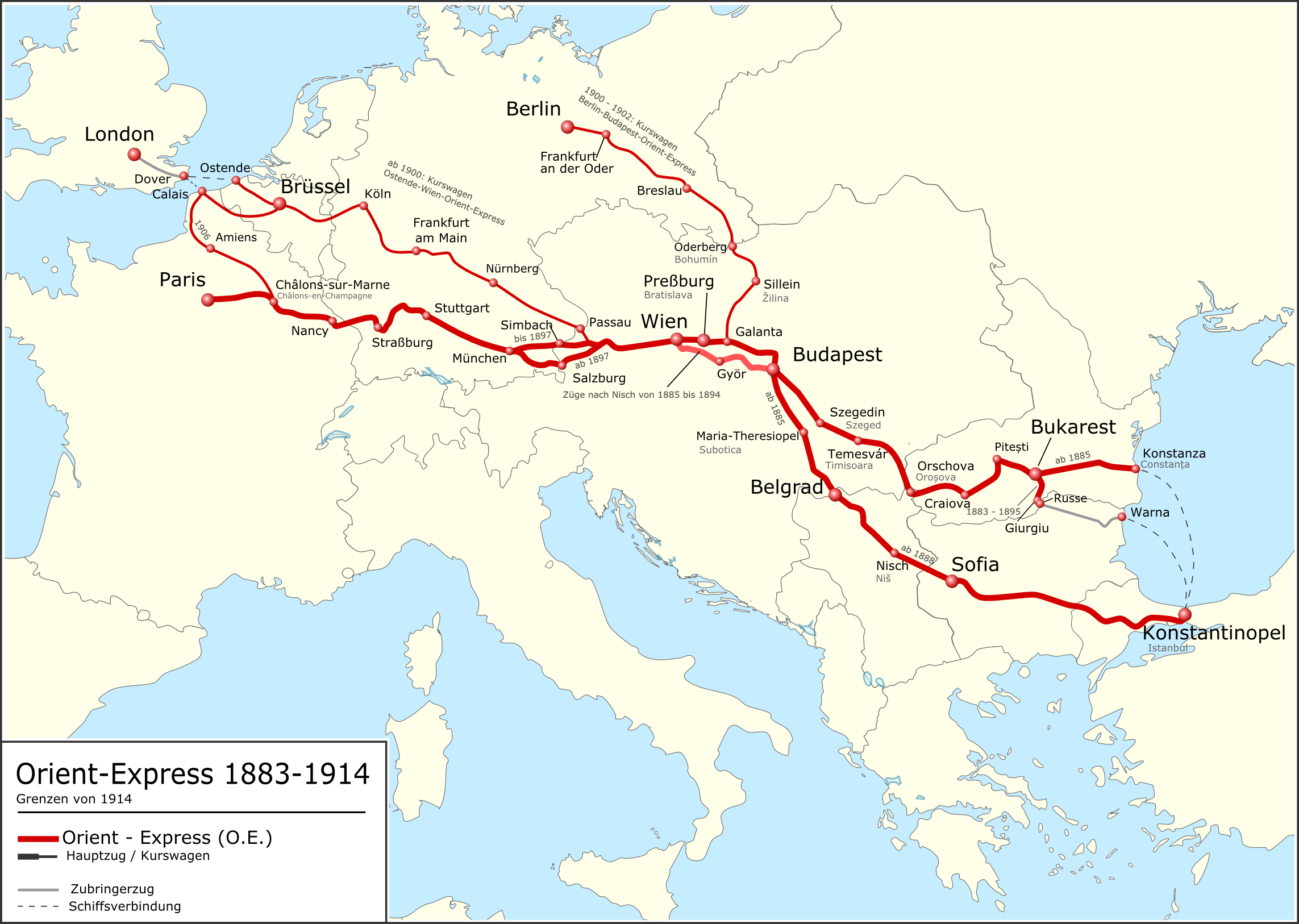
Die Route des Orient-Express mit Haltestelle Simbach am Inn

Die Bahnanlagen werden von einem Spurplanstellwerk der Bauart Sp Dr L30 aus gesteuert. Des Weiteren wird von diesem aus das Dr S2 Stellwerk in Marktl ferngesteuert. Simbach ist Grenzbahnhof zu den Österreichischen Bundesbahnen. Deren nächstgelegener Bahnhof ist jenseits des Inns der Bahnhof von Braunau am Inn.

Seit 1910 zweigte in Simbach die Bahnstrecke Simbach–Pocking ab. Der Personenverkehr zwischen Simbach und Pocking endete am 1. Juni 1969, zu diesem Datum endete auch der Güterverkehr auf dem Abschnitt zwischen Simbach und Tutting, die Strecke wurde in den Folgejahren abgebaut. 2007 wurde die Trasse schließlich von Eisenbahnzwecken freigestellt. Die Trasse wird teilweise als Radweg genutzt.

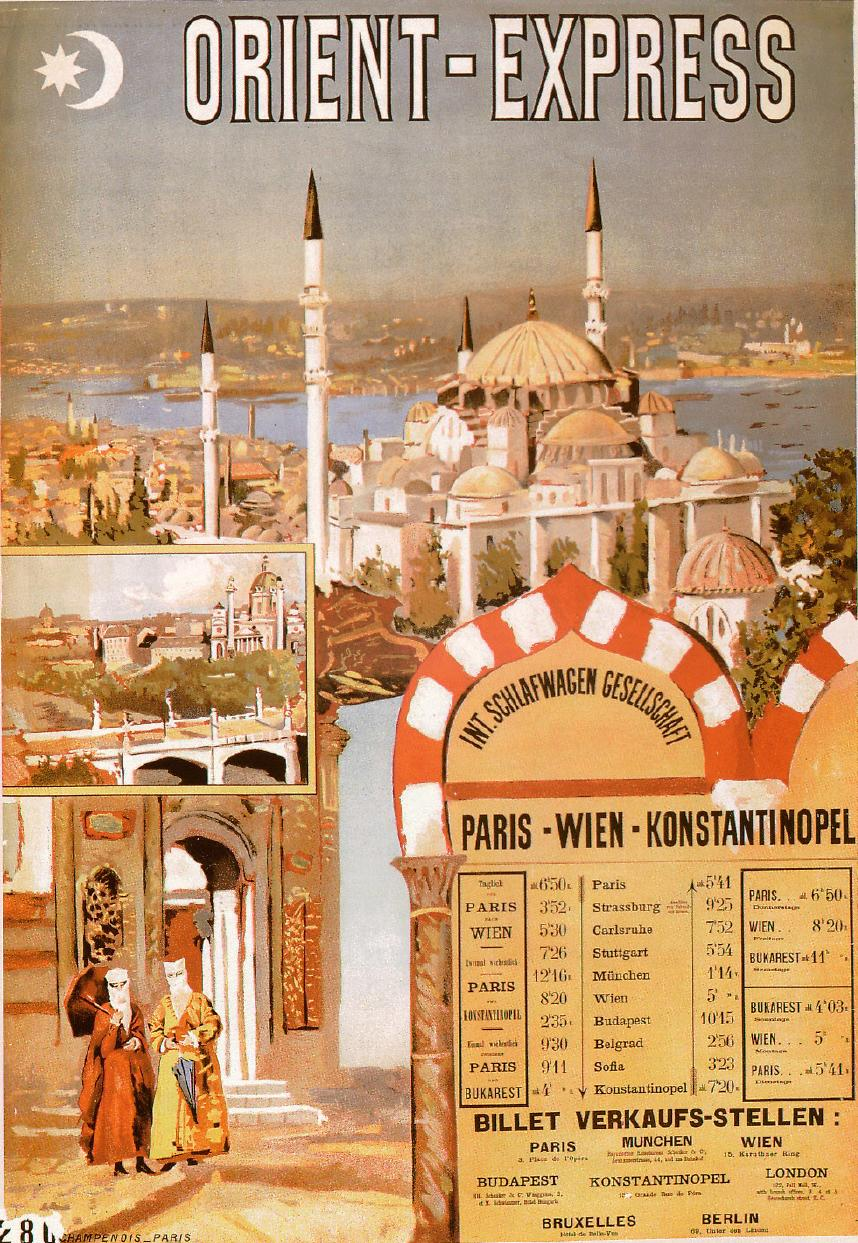
Historisches Werbeplakat des Orient-Express aus dem Jahr 1891

### Orient-Express und Hofzüge
Am 6. Juni 1883 kam es zur ersten Durchfahrt des Orient-Express von Paris nach Giurgiu mit Anschluss nach Konstantinopel. Der Zug hielt auf der Route zwischen München und Wien nur in Simbach. Die Verbindung bestand zweimal wöchentlich. Die offizielle Eröffnungsfahrt fand allerdings erst am 5. Oktober 1883 statt. Zu den prominenten Fahrgästen, die in Simbach Halt machten, zählten u. a. das belgische Königspaar (am 2. Februar 1889) und Kaiser Wilhelm II. (am 4. Oktober 1888 mit seinem Hofzug und am 7. September 1891 im Orient-Express). Die österreichische Kaisern Elisabeth fuhr am 30. April 1888 mit einem Extrazug von Baden-Baden nach Wien und legte dabei ebenfalls einen Zwischenstopp in Simbach am Inn ein. Der planmäßige Verkehr des Orient-Express über Simbach endete am 1. Mai 1897.

### Heutiges Angebot
Simbach ist heutzutage nicht mehr an den Fernverkehr angeschlossen. Im Regionalverkehr treffen sich zwei Linien, eine deutsche der Südostbayernbahn (SOB) aus Mühldorf am Inn sowie eine österreichische aus Neumarkt im Hausruckkreis oder Linz, die von den ÖBB betrieben werden. Beide Linien werden stets in Simbach gebrochen, ebenso verhält es sich mit den beschleunigten Verstärkerzügen, die nur in der Hauptverkehrszeit unterwegs sind und in westlicher Richtung Simbach direkt an München anbinden. In beide Richtungen – nach Mühldorf wie nach Oberösterreich – wird werktags ganztägig ein annähernder Stundentakt angeboten. Am Wochenende verkehren die Regionalbahnen von und nach Mühldorf ebenfalls stündlich, die ÖBB-Züge von und nach Ried und Neumarkt-Kallham jedoch nur in etwa zweistündlich.